# アンドレイ・バビシュ
アンドレイ・バビシュ（Andrej Babiš、1954年9月2日 - ）は、チェコの政治家、実業家。

## 経歴
1954年にチェコスロバキアのブラチスラヴァ（現在はスロバキアの首都）で生まれる。ブラチスラバ経済大学で国際貿易を学び、卒業後は化学会社のChemapol Bratislavaに就職した。1980年、スロバキア共産党に入党。ビロード革命後にチェコに移り住んだ。
2012年に新党・ANO 2011を設立し、党首に就任する。2013年チェコ議会下院選挙では、新党ながら第2党の座を確保する大躍進を見せた。選挙後にチェコ社会民主党、ANO 2011、キリスト教民主同盟＝チェコスロバキア人民党による連立政権に加わり、副首相兼財務大臣に任命された。2017年チェコ議会下院選挙ではANO 2011が第1党に躍進したが、他党との交渉を経ても連立相手が見つからなかったため、ANO単独による少数与党内閣を発足させ首相に就任した。
新型コロナウイルス感染症の流行においては対策の不手際、補助金を支給したことによる債務の増加、自ら経営する企業に配慮したといった批判が噴出した。これらの不祥事もあり、2021年の下院選挙でANOは72議席と想定より議席が伸びず、野党勢力が過半数を獲得したため退陣することとなった。
その後2023年の大統領選挙に出馬するも、落選した。